# Boquerones en vinagre
Les boquerones en vinagre sont un type d'amuse-gueule ou de tapa que l'on trouve en Espagne. L'ingrédient central du plat est l'anchois frais. Les filets sont marinés dans du vinaigre ou dans un mélange de vinaigre et d'huile d'olive et assaisonnés d'ail et de persil. Il est généralement servi avec de la bière ou des boissons gazeuses, plus rarement avec du vin.

## Problèmes de santé
Les anchois peuvent concentrer de l'acide domoïque, qui provoque une intoxication amnésique par les mollusques chez l'Homme, les mammifères marins et les oiseaux. En cas de suspicion, il faut consulter un médecin. Les anchois contiennent également un taux élevé d'acide urique, dont l'accumulation peut provoquer la maladie inflammatoire connue sous le nom de goutte.
Les lois sanitaires espagnoles exigent la congélation préalable des anchois lorsqu'ils sont préparés au vinaigre, afin d'éviter la survie de toute larve d'Anisakis, même si ce parasite est rarement présent au large des côtes espagnoles.